# Северное сияние (роман)
«Се́верное сия́ние» (англ. Northern lights), также «Золото́й ко́мпас» (англ. The Golden Compass) — роман Филипа Пулмана (1995 год), первая часть фантастической трилогии «Тёмные начала».

## Сюжет
Действие романа происходит в параллельном мире, где переплетены наука и магия, где помимо людей обитают ведьмы, бронированные медведи и другие фантастические персонажи. Организация под названием Магистериум, являющаяся совокупностью противостоящих друг другу церковных учреждений, активно вмешивается в политику.
Девочка Лира Белаква живёт в Оксфорде при одном из колледжей, дружит с детьми слуг из колледжа и воюет с детьми из города. Родители Лиры погибли, а её дядя — могущественный лорд Азриэл — совершает частые экспедиции на Север. Во время одной из экспедиций он находит таинственную Пыль и собирается открыть лабораторию для её изучения. Во время длительного путешествия Азриэла магистр Иордан-колледжа отдаёт Лиру на воспитание миссис Колтер, которая увозит девочку в Лондон. Когда Лира понимает, что миссис Колтер не та, за кого себя выдаёт, Лира сбегает. Она попадает к бродячим цыганам, которые приглядывали за ней с самого начала. Дальше её путь лежит на Север, куда цыгане отправляют отряд с целью спасти детей, похищенных со всей Англии страшными «жрецами». Там Лира знакомится с ведьмами, бронированными медведями и узнаёт о планах лорда Азриэла. Также ей предстоит узнать, что её родители не погибли. Благодаря помощи медведя по имени Йорек, девочка добирается до крепости Больвангар, где «жрецы» спрятали похищенных детей. Спасти их оказывается непросто, но Лире помогают верные друзья и прибор алетиометр, способный показывать правду...

## Мир в романе

### Деймоны(Альмы)
Каждого человека в мире романа сопровождает его деймон. Деймон — это неотъемлемая часть души человека. Если деймона и взрослого человека разделить, то они оба погибнут. Деймон выглядит как животное, олицетворяющее определенные черты характера человека. При этом деймон ребёнка может менять свою форму, а по мере взросления человека деймон теряет эту способность и навсегда остаётся в одном обличии. В связи с этим в юном возрасте возможно отделение человека от деймона, не несущее за собой смерть. Однако после этого дети на всю жизнь остаются калеками.
Пол деймона очень редко совпадает с полом человека. Исключение составляют деймоны ведьм, которые совпадают с ними по полу, а также могут находиться на далёком расстоянии от своих ведьм. Деймоны ведьм приобретают облик исключительно птиц или других летающих существ, чтобы иметь возможность сопровождать ведьм в полёте. Деймоны являются проводниками Пыли, связывающими её с человеком. После смерти человека деймон превращается в дымку и рассеивается в воздухе, а после смерти деймона умирает человек. Деймон сопровождает человека на протяжении всего жизненного пути.

### Государства и народы
В европейском мире «Северного сияния» существуют такие страны, как Англия, Норвегия, Дания, Италия, Франция, Лапландия, Германия, причём море, омывающее Англию, называется Германским. На территории Азии существуют государства, такие как могущественная и практикующая рабовладение Турецкая империя, Сибирь (полуподконтрольна Московии), на территории которой обитают злобные тартары, а эскимосы, ненцы и другие народы Арктики живут племенами сами по себе, и непредсказуемая Золотая Орда, которая не распалась и по-прежнему представляет опасность для всего остального цивилизованного мира, присутствует Казахстан, а вот Китай и Япония не играют существенной роли, известно, что московиты используют в войнах с ними напалм. Америка поделена на Новую Францию и Новую Данию, частично колонии своих метрополий, частично независимые государства вроде Республики Техас или Мексиканских Штатов. Африка в нашем мире здесь называется Ливией. Помимо англичан, в Англии живут бродячие Цыгане — племя, проживающие в каялах (длинных лодках) на канале. На месте России находится Империя Московия (упоминается Санкт-Петербург). Московия — государство независимое и довольно могучее, однако порядком ослабленное многовековым противостоянием с тартарами, разномастными авантюристами и торговыми кампаниями на Севере, японцами и угрозой бронированных медведей. Посему московиты нуждаются в помощи Магистериума и вынуждены способствовать ему. Непонятны границы между тартарами и Московией, но известно, что тартары пытались атаковать долину Тунгуски и Камчатку — владения московитов, вполне вероятно, что тартары не столько государство, сколько частые восстания аборигенов Азиатской Московии. Описаны Сахалин и Аляска. На севере живут ведьмы и разумные белые бронированные медведи. Королевство панцербьёрнов — Свальбард.
Бронированные медведи (панцербьёрны): отличаются от обычных белых медведей наличием разума и противопоставленным большим пальцем. Одеты в крепкую, массивную броню из метеоритного железа. Каждый панцербьёрн сам куёт свою броню. Живут бронированные медведи на севере, их единственное государство — Свальбард.
Ведьмы: имеют человеческую внешность, но, в отличие от людей, могут жить многие столетия (в первой части трилогии Серафина Пеккала упоминала, что самой старой матери-ведьме около тысячи лет), а также летать. Ведьма использует для полёта ветку облачной сосны, будучи вооружённой луком и ножом. Не боятся холода и облачены в чёрно-синий шёлк. Между ведьмами нет единства, они живут кланами, во главе которых стоят ведьмы-королевы.

### Верования
Основная система верований в Европе — кальвинизм. Когда-то Иоанн Кальвин стал папой и перенёс папский престол в Женеву. После его смерти папство было упразднено и его место занял Магистериум, представляющий собой сложнейшую систему конкурирующих между собой органов. Ко времени действия романа наиболее доминирующая организация — Дисциплинарный суд консистории. Ходят слухи о возрождении Инквизиции. Магистериум имеет большое влияние на общество. Имеются и собственные армейские части — швейцарские папские гвардейцы, московитские отряды и отряды лишённых деймонов солдат (в том числе африканцев). В третьей книге упомянут некий Папа Кальвин, давший добро на охоту за Лирой, так что, возможно, папство сохранено, тем более, что постоянно упоминаются элитные части Магистериума — швейцарские гвардейцы Папы.

### Наука и технология
Экспериментальная теология — одна из основных наук. Во второй книге трилогии можно узнать, что это то же самое, что физика в нашем мире. Антарная энергия используется для освещения, приведения машин в движение и т.д. (то же самое, что электричество, но имеется лишь в богатых домах, научных центрах, правительстве, отделах Магистериума и широкого распространения не имеет). Для полётов используются дирижабли, гирокоптеры и самолёты упомянуты как нечто более редкое и бортового оружия обычно не несущего (дирижабли часто вооружены пулемётами). Из оружия описаны магазинные винтовки, пулемёты, огнемёты, броневики (в «Однажды на Севере»), огнебои — напалмовые катапульты, хотя луки до сих пор в ходу. Автомобили есть, но гужевая тяга преобладает. Имеются антарные гидростанции (ГЭС), но антарное освещение не развито, уступая газовому и керосиновому. Антарная энергия используется в промышленности и научных механизмах, есть атомная промышленность и примитивные ядерные заряды (таким пытались убить Лиру). Имеется паровой флот и газолиновые (внутреннего сгорания) двигатели. Упоминается метро.
Теория Барнарда-Стокса. Магистериум в романе учит, что существует два мира: мир земной, материальный, греховный, и мир потусторонний (Рай и Ад). Учёные Барнард и Стокс предположили существование великого множества других миров, где жизнь материальна и греховна, но ни увидеть, ни достичь их нельзя. Хотя теория была подкреплена математическими выкладками, Магистериум объявил её ересью.
Пыль — таинственное природное явление. Это поток частиц, которые не взаимодействуют ни с чем, кроме человека. Взрослый человек Пыль притягивает, а ребёнок — практически нет. Для её изучения был создан Жертвенный Рекрутационный Центр.
Алетиометр (Правдомер) — редкий прибор (в мире их всего 6 штук), похожий на компас. Он показывает правду, но только в зашифрованном виде: в виде символов, каждый из которых имеет множество значений. Созданы в Праге и официально выкуплены и уничтожены Магистериумом, но как минимум 2 используют подразделения Магистериума, минимум 1 — у войск Азриэла и 1 — у Лиры.

## Основные персонажи
- Лира Белаква — дочь Лорда Азриэла[3], воспитывалась в Оксфорде, при Иордан-Колледже. Получила от Йорека Бирнисона второе имя — Лира Сирин
- Пантелеймон — деймон Лиры, принимал разные обличия: от бабочки-бражника до гепарда, самое излюбленное — горностай
- Лорд Азриэл — отец Лиры[3], учёный, полярный исследователь. Его деймон — снежный барс Стелмария
- Миссис Колтер — мать Лиры, основательница Жертвенного Рекрутационного Центра[4].  Деймон — золотистый тамарин
- Роджер — поварёнок из колледжа, друг Лиры. Деймон - Салсилия, чаще всего — такса
- Ма Коста — цыганка. Деймон — ястреб
- Джон Фаа — король цыган. Деймон — ворон
- Фардер Корам — старый цыган. Деймон — огненно-рыжая кошка породы мейн-кун Софонакс
- Йорек Бирнисон — наследник, позже король трона бронированных медведей, друг Лиры
- Йофур Ракнисон — король бронированных медведей, обманным путём получивший трон, соперник Йорека
- Серафина Пеккала — ведьма. Королева Ведьм клана озера Инара. Деймон — арктический серый гусь Кайса
- Ли Скорсби — аэронавт, старый знакомый Йорека. Деймон — арктическая зайчиха Эстер[5]
- Лорд Бореал — соратник миссис Колтер. Деймон — змея

## Экранизация
В 2007 году вышла экранизация романа под названием «Золотой компас» (так был переименован роман при публикации в США).
В июле 2018 года на студии Wolf Studios в Кардиффе начались съёмки первого сезона телесериала «Тёмные начала», который стал экранизацией «Северного сияния». Главные роли в сериале исполняют Дафни Кин (Лира), Джеймс Макэвой (лорд Азриэл), Рут Уилсон (Мариса Коултер) и Лин-Мануэль Миранда (Ли Скорсби). Режиссёром первых двух серий выступает Том Хупер, автор сценария Джек Торн.